# بولد كلوب 1913
بولد كلوب 1913 (بالدنماركية: Boldklubben 1913) نادي كرة قدم دنماركي تأسس في عام 1913، ويلعب النادي حالياً في دوري الدرجة الرابعة الدنماركي.